# 36-я авиационная дивизия дальнего действия
36-я авиационная Смоленская Краснознамённая дивизия дальнего действия (36-я ад дд) — авиационное соединение Военно-Воздушных сил (ВВС) Вооружённых Сил РККА дальней бомбардировочной авиации, принимавшее участие в боевых действиях Великой Отечественной войны.

## История наименований дивизии
- 133-я авиационная дивизия;
- 133-я авиационная дивизия дальнего действия;
- 36-я авиационная дивизия дальнего действия;
- 36-я авиационная Смоленская дивизия дальнего действия;
- 36-я авиационная Смоленская Краснознамённая дивизия дальнего действия;
- 36-я бомбардировочная авиационная Смоленская Краснознамённая дивизия;
- 57-я бомбардировочная авиационная Смоленская Краснознамённая дивизия;
- 57-я бомбардировочная авиационная Смоленская Краснознамённая дивизия;
- 57-я тяжёлая бомбардировочная авиационная Смоленская Краснознамённая дивизия;
- 57-я морская минно-торпедная авиационная Смоленская Краснознамённая дивизия;
- 57-я морская минно-торпедная авиационная Смоленская Краснознамённая дивизия дальнего действия;
- 57-я морская ракетоносная авиационная Смоленская Краснознамённая дивизия дальнего действия;
- 57-я тяжёлая бомбардировочная авиационная Смоленская Краснознамённая дивизия;
- 57-я морская ракетоносная авиационная Смоленская Краснознамённая дивизия дальнего действия;
- 57-я смешанная корабельная авиационная Смоленская Краснознамённая дивизия;
- Войсковая часть (Полевая почта) 15525.

## История и боевой путь дивизии
Дивизия сформирована переформированием 21 марта 1942 года на базе 133-й авиационной дивизии на основании Постановления ГКО № 1392сс от 5 марта 1942 года. Командиром дивизии назначен полковник В. Ф. Дрянин. В состав дивизии с 5 марта включены 42-й дальнебомбардировочный авиационный полк и 455-й дальнебомбардировочный авиационный полк, на базе которых происходило развертывание дивизии и формирование ещё одного полка дивизии: 108-го авиационного полка дальнего действия. После вхождения в состав дивизии полки переименованы в авиационные полки дальнего действия.
С мая по июль 1943 года на базе дивизии формировался 8-й авиационный корпус дальнего действия, в состав которого дивизия вошла после его формирования. В дальнейшем дивизия вела боевые действия в составе корпуса. Участвовала в обеспечении прохода транспортов союзников в северные порты СССР, в нанесении ударов с воздуха по портам Балтийского моря — Рига, Либава и Мемель, военным объектам в Восточной Пруссии, Литве и Белоруссии. В дальнейшем части дивизии отличились в операциях:
- Духовщинско-Демидовская операция — с 13 августа 1943 года по 2 октября 1943 года.
- Смоленская операция «Суворов» — с 27 августа 1943 года по2 октября 1943 года.
- Смоленско-Рославльская операция — с 15 сентября 1943 года по 2 октября 1943 года.
- Оборона Заполярья[3] — с ноября 1943 года по апрель 1944 года.
- Воздушная операция против Финляндии — с 6 февраля 1944 года по 27 февраля 1944 года.
- Витебско-Оршанская операция — с 23 июня 1944 года по 28 июня 1944 года.
- Белорусская операция «Багратион» — с 23 июня 1944 года по 29 августа 1944 года.
- Полоцкая операция — с 29 июня 1944 года по 4 июля 1944 года.
- Минская операция — с 29 июня 1944 года по 4 июля 1944 года.
- Вильнюсская операция — с 5 июля 1944 года по 20 июля 1944 года.
- Рижская операция — с 14 сентября 1944 года по 22 октября 1944 года.
- Таллинская операция — с 17 сентября 1944 года по 26 сентября 1944 года.
- Будапештская операция — с 29 октября 1944 года по 22 декабря 1944 года.

и в освобождении городов Духовщина, Смоленск, Орша, Борисов, Молодечно, Полоцк, Лида, Вильнюс, Таллин, Рига. За успешные боевые действия в Смоленской наступательной операции и освобождении Смоленска дивизии 25 сентября 1943 года присвоено почётное наименование «Смоленская», а один её полк стал гвардейским. За успешные боевые действия в Рижской наступательной операции и освобождение Риги дивизия награждена орденом Красного Знамени.
В декабре 1944 года в связи с переформированием авиации дальнего действия в 18-ю воздушную армию дивизия была переименована в 36-ю бомбардировочную авиационную дивизию.

### В действующей армии
В составе действующей армии дивизия находилась с 21 марта 1942 года по 26 декабря 1944 года.

### Командир дивизии
| Звание                           | Имя                       | Период                                   | Примечание |
| -------------------------------- | ------------------------- | ---------------------------------------- | ---------- |
| Полковник, Генерал-майор авиации | Дрянин Виталий Филиппович | 5 марта 1942 года — 26 декабря 1944 года |            |

### В составе объединений
| Дата          | Армия                     | Корпус                                   |
| ------------- | ------------------------- | ---------------------------------------- |
| 21.03.1942 г. | Авиация дальнего действия |                                          |
| 30.04.1943 г. | Авиация дальнего действия | 8-й авиационный корпус дальнего действия |
| 22.12.1944 г. | 18-я воздушная армия      | 8-й авиационный корпус дальнего действия |
| 23.12.1944 г. | 18-я воздушная армия      |                                          |

## Части и отдельные подразделения дивизии
За весь период своего существования боевой состав дивизии оставался постоянным:
| Период                     | Наименование                                        | Вооружение                            |
| -------------------------- | --------------------------------------------------- | ------------------------------------- |
| 21.03.1942 — 19.08.1944 г. | 42-й авиационный полк дальнего действия             | ДБ-3, переформирован в 28-й гв. ап дд |
| 19.08.1944 — 26.12.1944 г. | 28-й гвардейский авиационный полк дальнего действия | ДБ-3, переформирован в 28-й гв. бап   |
| 21.05.1942 — 30.08.1943 г. | 455-й авиационный полк дальнего действия            | ДБ-3, передан в 48-ю ад дд            |
| 01.02.1944 — 26.12.1944 г. | 108-й авиационный полк дальнего действия            | ДБ-3, переформирован в 108-й бап      |

## Присвоение гвардейских званий
- 42-й авиационный полк дальнего действия 19 сентября 1943 года Приказом НКО СССР за мужество и героизм, проявленные в боях с немецко-фашистскими захватчиками, переименован в 28-й гвардейский авиационный полк дальнего действия[7].

## Почётные наименования
- 36-й авиационной дивизии дальнего действия за отличия в боях при форсировании реки Днепр и овладении штурмом городов Смоленск — важнейшего стратегического узла обороны немцев на западном направлении, и Рославль — оперативно важным узлом коммуникаций и мощным опорным пунктом обороны немцев на могилевском направлении присвоено почётное наименование «Смоленская»[8][9].
- 42-му авиационному полку дальнего действия за отличия в боях при форсировании реки Днепр и овладении штурмом городов Смоленск — важнейшего стратегического узла обороны немцев на западном направлении, и Рославль — оперативно важным узлом коммуникаций и мощным опорным пунктом обороны немцев на могилевском направлении присвоено почётное наименование «Смоленский»[8][9].
- 108-му авиационному полку дальнего действия за отличия в боях при овладении столицей Советской Латвии городом Рига — важной военно-морской базой и мощным узлом обороны немцев в Прибалтике приказом НКО СССР от 31 октября 1944 года № 0353 на основании приказа ВГК СССР присвоено почётное наименование «Рижский»[10].

## Награды
- 36-я авиационная Смоленская дивизия дальнего действия Указом Президиума Верховного Совета СССР от 11 ноября 1944 года награждена орденом Боевого Красного Знамени.
- 42-й авиационный полк дальнего действия Указом Президиума Верховного Совета СССР от 18 сентября 1943 года награждён орденом Боевого Красного Знамени.
- 108-й авиационный Рижский полк дальнего действия Указом Президиума Верховного Совета СССР от 4 ноября 1944 года награждён орденом Боевого Красного Знамени.

## Благодарности Верховного Главного Командования
- За отличия в боях при форсировании реки Днепр и овладении штурмом городов Смоленск — важнейшего стратегического узла обороны немцев на западном направлении, и Рославль — оперативно важным узлом коммуникаций и мощным опорным пунктом обороны немцев на могилевском направлении[8].

Воинам дивизии в составе корпуса объявлены благодарности:
- За отличие в боях при овладении столицей Советской Белоруссии городом Минск — важнейшим стратегическим узлом обороны немцев на западном направлении[11].
- За отличие в боях при овладении столицей Советской Латвии городом Рига — важной военно-морской базой и мощным узлом обороны немцев в Прибалтике[10].

## Отличившиеся воины дивизии
- Бирюков Серафим Кириллович, капитан, заместитель командира 42-го авиационного полка дальнего действия 36-й авиационной дивизии дальнего действия Указом Президиума Верховного Совета СССР от 20 июня 1942 года удостоен звания Герой Советского Союза. Золотая Звезда № 579.
- Васильев Василий Васильевич, капитан, командир эскадрильи 42-го авиационного полка дальнего действия 36-й авиационной дивизии дальнего действия 8-го авиационного корпуса дальнего действия авиации дальнего действия Указом Президиума Верховного Совета СССР от 13 марта 1944 года удостоен звания Героя Советского Союза (посмертно).
- Владимиров Михаил Григорьевич, капитан, штурман эскадрильи 108-го авиационного полка дальнего действия 36-й авиационной дивизии дальнего действия 8-го авиационного корпуса дальнего действия авиации дальнего действия Указом Президиума Верховного Совета СССР от 5 ноября 1944 года удостоен звания Героя Советского Союза. Золотая Звезда № 5253.
- Коновалов Андрей Павлович, капитан, штурман эскадрильи 42-го авиационного полка дальнего действия 36-й авиационной дивизии дальнего действия 8-го авиационного корпуса дальнего действия авиации дальнего действия Указом Президиума Верховного Совета СССР от 13 марта 1944 года удостоен звания Героя Советского Союза. Золотая Звезда № 3534.
- Лапс Анатолий Александрович, старший лейтенант, заместитель командира эскадрильи 42-го авиационного полка дальнего действия 36-й авиационной дивизии дальнего действия 8-го авиационного корпуса дальнего действия авиации дальнего действия Указом Президиума Верховного Совета СССР от 13 марта 1944 года удостоен звания Героя Советского Союза (посмертно).
- Новожилов Николай Вячеславович, капитан, командир эскадрильи 108-го авиационного полка дальнего действия 36-й авиационной дивизии дальнего действия 8-го авиационного корпуса дальнего действия авиации дальнего действия Указом Президиума Верховного Совета СССР от 19 августа 1944 года удостоен звания Героя Советского Союза. Золотая Звезда № 4083.
- Осипов Василий Васильевич, старший лейтенант, командир эскадрильи 108-го авиационного полка дальнего действия 36-й авиационной дивизии дальнего действия 8-го авиационного корпуса дальнего действия авиации дальнего действия Указом Президиума Верховного Совета СССР от 29 июня 1945 года удостоен звания Героя Советского Союза. Золотая Звезда № 7608.
- Платонов Константин Петрович, старший лейтенант, заместитель командира эскадрильи 108-го авиационного полка дальнего действия 36-й авиационной дивизии дальнего действия 8-го авиационного корпуса дальнего действия авиации дальнего действия Указом Президиума Верховного Совета СССР от 13 марта 1944 года удостоен звания Героя Советского Союза. Золотая Звезда не вручена в связи с гибелью.
- Прокудин Алексей Николаевич, майор, штурман звена 108-го авиационного полка дальнего действия 36-й авиационной дивизии дальнего действия 8-го авиационного корпуса дальнего действия авиации дальнего действия Указом Президиума Верховного Совета СССР от 19 августа 1944 года удостоен звания Героя Советского Союза. Золотая Звезда № 4416.
- Романов Пётр Иванович, капитан, командир звена 108-го авиационного полка дальнего действия 36-й авиационной дивизии дальнего действия 8-го авиационного корпуса дальнего действия авиации дальнего действия Указом Президиума Верховного Совета СССР от 19 августа 1944 года удостоен звания Героя Советского Союза. Золотая Звезда № 4057.